# Renate von Natzmer
Renate Luise Mechthild von Natzmer, (ur. 9 czerwca 1898 w Borkowie, zm. 18 lutego 1935 w Berlinie) – pracownica Wydziału VI Inspekcji Ministerstwa Reichswehry w okresie Republiki Weimarskiej oraz w początkach III Rzeszy.

## Życiorys
Wywodziła się ze starego rodu szlachty pomorskiej, którego historia sięga XIII w.
W wieku 18 lat wyjechała z rodzinnego Borkowa do Berlina, gdzie podjęła pracę jako pielęgniarka. W 1924 roku wyszła za mąż za Kurta Bodewiga. Małżeństwo zakończyło się rozwodem w 1926 r. Dzięki protekcji stryja, inspektora w referacie wojsk zmechanizowanych została zatrudniona w Ministerstwie Reichswehry. W listopadzie 1928 roku podjęła współpracę z polskim wywiadem w Berlinie zwerbowana dzięki pomocy  Irene von Jena przez Benitę von Falkenhayn współpracowniczkę i kochankę asa polskiego wywiadu majora Jerzego Sosnowskiego. Początkowo Sosnowski i von Natzmer również byli kochankami.
Dzięki dokumentom dostarczonym przez von Natzmer polski wywiad poznał szczegóły tajnej współpracy wojskowej pomiędzy Niemcami i ZSRR.
Siatka została rozbita w lutym 1934. J. Sosnowski i I. von Jena zostali skazani na karę dożywotniego pozbawienia wolności. Benitę von Falkenhayn i Renate von Natzmer skazano na karę śmierci przez ścięcie toporem. Prośba o ułaskawienie została odrzucona przez Hitlera i obie zostały stracone na dziedzińcu więzienia Plötzensee w Berlinie, w poniedziałek, 18 lutego 1935 r. o godzinie 6 rano.